# Systoechus pallidipilosus
Systoechus pallidipilosus är en tvåvingeart som beskrevs av Austen 1937. Systoechus pallidipilosus ingår i släktet Systoechus och familjen svävflugor.
Artens utbredningsområde är Israel. Inga underarter finns listade i Catalogue of Life.